# Rino Fisichella
Salvatore Rino Fisichella (Codogno, 25 augustus 1951) is een Italiaans geestelijke en aartsbisschop van de Rooms-Katholieke Kerk.

## Levensloop
Fisichella werd op 13 maart 1976 door Ugo kardinaal Poletti priester gewijd. In 1980 promoveerde  aan de Pauselijke Lateraanse Universiteit op een proefschrift over het werk van Hans Urs von Balthasar. Hij doceerde vervolgens aan de Pauselijke Gregoriaanse Universiteit, en aan zijn alma mater, van welke universiteit hij in 2002 rector magnificus werd.
Op 3 juli 1998 werd Fisichella benoemd tot hulpbisschop van het bisdom Rome en tot titulair bisschop van Vicohabentia; zijn bisschopswijding vond plaats op 12 september 1998 door Camillo Ruini, kardinaal-vicaris van Rome. Fisichella leidde verschillende diocesane commissies en was ook betrokken bij het werk van de Congregatie voor de Geloofsleer en de Congregatie voor de Heilig- en Zaligsprekingsprocessen. Hij was vermoedelijk een van de co-auteurs van de encycliek Fides et Ratio van paus Johannes Paulus II.
In juni 2008 promoveerde paus Benedictus XVI hem tot titulair aartsbisschop, waarbij zijn bisdom - pro hac vice - tot aartsbisdom werd verheven. Bij dezelfde gelegenheid werd hij benoemd tot president van de Pauselijke Academie voor het Leven. Meteen verzette hij zich tegen de nieuwe euthanasiewetgeving in Luxemburg, een wet die de Luxemburgse groothertog Hendrik vervolgens weigerde te tekenen. Ook keerde hij zich tegen het pro choice standpunt inzake abortus van Barack Obama.
Op 30 juni 2010 werd Fisichella benoemd tot president van de nieuwe pauselijke Raad voor de Bevordering van de Nieuwe Evangelisatie. Bij de Academie voor het leven werd hij opgevolgd door Ignacio Carrasco de Paula.
Op 5 juni 2022 werd bij de invoering van de apostolische constitutie Praedicate Evangelium de structuur van de Romeinse Curie gewijzigd. De pauselijke Raad voor de Bevordering van de Nieuwe Evangelisatie werd opgenomen in de dicasterie voor Evangelisatie. Fisichella werd benoemd tot pro-prefect van de eerste afdeling (Fundamentele Kwesties van de Evangelisatie in de Wereld) van deze dicasterie.
Fisichella speelde als coördinator een leidende rol bij de voorbereiding van de Jubilee of the Youth, de katholieke jongerendagen die in juli/augustus 2025 in het Heilig Jaar werden gehouden. Hij droeg ook de openingsmis op namens Paus Leo XIV die daarna de jongeren op het Sint Pietersplein zelf begroette. Het was het grootste katholieke jongerenevenement in het Heilig Jaar 2025. De slotmis door paus Leo op 3 augustus 2025 op het terrein van Tor Vergata bij Rome werd door een miljoen jongeren bijgewoond.
- Biblioteca Nacional de España: XX928685
- Bibliothèque nationale de France: cb12150653w (data)
- Catàleg d'autoritats de noms i títols de Catalunya: 981058515735706706
- Gemeinsame Normdatei: 174120044
- International Standard Name Identifier: 0000 0001 0905 4732
- Library of Congress Control Number: n82089845
- Nationale Bibliotheek van Tsjechië: skuk0000395
- Nationale Bibliotheek van Israël: 987007433080205171
- Nederlandse Thesaurus van Auteursnamen: 075176874
- Istituto Centrale per il Catalogo Unico: CFIV027550
- Système universitaire de documentation: 029999499
- Virtual International Authority File: 59121563
- WorldCat: E39PBJfGW4TchBvgqwPJf7vvHC